# Ottenstein (Adelsgeschlecht)

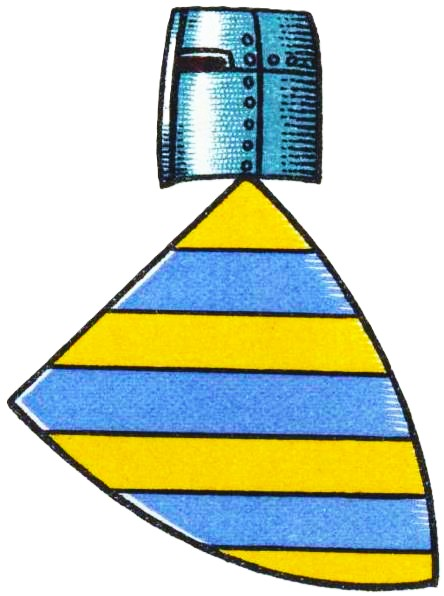
Wappen derer von Ottenstein im Wappenbuch des Westfälischen Adels

Ottenstein ist der Name eines erloschenen hessisch-rheinland-pfälzisches Adelsgeschlechts.

## Geschichte
Das Geschlecht hatte seinen namensgebenden Stammsitz auf der vor langer Zeit abgegangenen Burg Ottenstein, die zwischen Salz und Weltersburg im Westerwald lag.
Das erste urkundliche Auftreten unter dem Namen Ottenstein stammt aus der Zeit um 1292. In einer Urkunde erscheint ein Hertwin von Ottenstein. Er war vermutlich auch der Stammvater derer von Neuroth, die dasselbe Wappen wie die von Ottenstein führten. Darüber hinaus lässt sich die Familie bis zu einem bereits 1271 auftretenden Peter von Dehrn zu Dorndorf zurückverfolgen.
In der ersten Hälfte des 15. Jahrhunderts spaltete sich die Familie in zwei Linien. Die eine Linie bildeten die Herren von Ottenstein zu Ottenstein, die später ihren Hauptsitz nach Hachenburg, heute im Westerwaldkreis in Rheinland-Pfalz gelegen, verlagerten, da sie Truchsesse und Amtmänner in der Grafschaft Sayn waren. Eine zweite Linie stellte Vögte zu Westerburg, ein paar Kilometer nördlich der Stammburg Ottenstein. Heiratsbedingt verlegte diese Linie ihren Wohnsitz nach Oberwesel, heute im Rhein-Hunsrück-Kreis in Rheinland-Pfalz gelegen. Dort ist in der Liebfrauenkirche noch heute ein eindrucksvolles Epitaph der Eheleute Ludwig von Ottenstein († 1527) und Elise Freiin von Schwarzenberg († 1520) zu besichtigen.
Ein weiterer Bruder der beiden Begründer der genannten Linien kam durch Heirat einer Erbtochter der Herren von Winkelhausen an verschiedene Güter in Huckingen und Umgebung, u. a. das Haus Heiligendonk in der Honschaft Rath und den heute Kreifeltshof genannten Hof in der Ortsmitte Huckingens. Auch ein Winkelhausener Hof in Serm kam an die Familie von Ottenstein. Diese Güter fielen eine Generation später durch Heirat an die Herren von Harff.
Die Familie starb mit Anna Margaretha von Ottenstein, Ehefrau des Arnold von Hövel, im Jahr 1702 aus.

## Wappen
Blasonierung: In Gold drei blaue schrägrechte Balken. Auf dem (gekrönten) Helm mit blau-goldenen Helmdecken ein schwarzer Hahnenfederbusch auf goldener Kugel (teilweise auch auf einem blauen Turnierhut mit goldenem Umschlag).